# Аватар: Останній захисник
«Авата́р: Оста́нній захисни́к» або «Авата́р: Оста́нній Маг Пові́тря» (від англ. Avatar: The Legend of Aang, англ. Avatar: The Last Airbender) — американський анімаційний серіал виробництва телеканалу Nickelodeon.
Майкл Данте ДіМартіно та Браян Конецько, головні автори та виконавчі продюсери серіалу, почали роботу над ним у листопаді 2004 року. І вже 21 лютого 2005 року Nickelodeon показав першу серію. Спочатку творці «Аватара» розраховували на дитячу аудиторію від 6 до 11 років, але доволі швидко серіал став дуже популярним серед практично всіх вікових категорій. Нині аудиторія серіалу охоплює понад 4,4 мільйона осіб.
Дії мультсеріалу відбуваються у вигаданому світі, за основу якого було взято азійську культуру. У ньому деякі люди здатні керувати однією з чотирьох природних стихій (вода, земля, вогонь і повітря) за допомогою характерних ушу рухам. Управління фізичними тілами стихій з однойменною назвою відомо як «магія» (англ. Bending).
За сто років до початку подій мультсеріалу, верховний правитель народу Вогню Господар Вогню, на ім'я Созін, розв'язав війну, що почалася з геноциду Повітряних кочівників, у наслідок якого були повністю винищені маги повітря (люди, що володіють магією стихії повітря). Війна затягнулася на сто років.
На момент початку подій мультсеріалу верховний правитель народу Вогню Озай, який як і його дід Созін веде війну. Аватар — маг, що володіє всіма чотирма стихіями, в обов'язки якого входить підтримання гармонії, безслідно зник на сто років, і лише зараз мешканці Південного Племені Води — брат Сокка й сестра Катара, знаходять 12-річного хлопчика, який виявляється аватаром. Його ім'я Аанг. Він — Повітряний кочівник, який уцілів, потрапивши в бурю разом зі своїм летючим бізоном Аппою, замерз в айсбергу. Тепер його мета — закінчити війну: протистояти Озаю і народу Вогню загалом. Однак, перш, Аангу потрібно опанувати магію води, землі та вогню, якими він досі не володів. З цією метою він подорожує світом разом із Соккою та Катарою.

## Світ
Дія серіалу відбувається в псевдоазійському світі, сповненому фантастичних тварин, духів і магії.
Основною і єдиною розумною расою є люди, які поділяються на чотири нації: Племена Води, Королівства Землі, Повітряні кочівники та Імперія Вогню. Кожна нація може використовувати магію, засновану тільки на своїй рідній стихії.
Раз у покоління народжується людина, здатна опанувати магію всіх чотирьох стихій. Це і є Аватар — дух магії, втілений у людській подобі й покликаний оберігати баланс між різними націями. Аватар у разі небезпеки або необхідності може перейти в Стан Аватара — механізм, що надає йому знання і сили всіх минулих його втілень, що робить його практично непереможним. Також Аватар є сполучною ланкою між світом живих і світом духів.
Коли Аватар вмирає, його дух переселяється в тіло новонародженого наступної за чергою нації. Черга націй схожа на чергування пір року, де зима — нація води, весна — землі, літо — вогню та осінь — повітря.
Якщо Аватара вбити у Стані Аватара, цикл скінчиться і нового Аватара вже не буде ніколи.
Завдяки Аватару, нації сторіччями жили в мирі та гармонії, органічно доповнюючи одна одну.

## Сюжет

### Передісторія
Учень Південного Храму Повітря, 12-річний маг повітря Аанг дізнається, що він є новим втіленням Аватара. Зазвичай процес посвячення відбувається в день 16-ліття, але ченці Повітря розуміють, що світ, що залишився без Аватара, дуже швидко опиниться на порозі війни. Для закінчення його навчання його збираються відправити до Східного Храму Повітря, але Аанг, наляканий своїм призначенням і відповідальністю, що звалилася на нього, тікає на своєму летючому бізонові Аппі. Під час перельоту через океан Аанг потрапляє в шторм і тоне. Але, випадково увійшовши у Стан Аватара, він рятується, заморозивши себе й Аппу. Як і передрікали маги Повітря, після зникнення Аанга Імперія Вогню почала війну проти інших націй.

### Сюжет серіалу
Серіал починається рівно через 100 років після зникнення Аанга. Війна наближається до кінця. Повітряні кочівники практично знищені, Королівства Землі, окрім міста-держави Ба Сінг Се та острова Кіоши, знаходяться під владою нації Вогню, Племена Води на межі кризи.
Катара — маг води-самоучка — та її брат Сокка з Південного Племені Води випадково знаходять і звільняють Аанга й Аппу з айсберга.
Аанг незабаром дізнається, що за час його відсутності Імперія Вогню знищила націю повітря і майже захопила весь світ. Як втілення Аватара, він зобов'язаний зупинити Імперію Вогню і повернути нації до балансу. Разом зі своїми друзями він подорожує світом, навчаючись магії решти стихій для того, щоби перемогти Володаря Вогню — імператора Імперії Вогню Озая.

## Персонажі

### Головні герої
- Аанг (Aang) — 12 років (насправді 112 років, враховуючи той час, що він пролежав в айсбергу). Він втілення Аватара, також останній Маг Повітря. Винайшов новий вид Магії Повітря — Повітряний Самокат, завдяки чому став Магом Повітря (про це свідчать його стріли на голові та тілі). Володіє найвищим проявом Магії Повітря — Швидкісним Бігом. Його народ Ченців Повітря повністю знищила Нація Вогню, а сам він за сто років до початку оповідання потрапляє в сильний шторм і застигає в айсбергу, й лише після довгого часу його знаходять і звільняють Катара та Сокка. Як Аватар він повинен опанувати всі стихії, щоби встановити баланс у світі. Аанг ще зовсім молодий, тому йому більше подобається веселитися, ніж роздумувати про порятунок світу, але з часом Аанг мужніє і починає більш відповідально ставитися до своєї місії.
- Катара (Katara) — 14 років, останній Маг Води Південного Полюса. Катара зі своїм братом Соккою знаходять Аанга в айсбергу. Її батько вирушив на війну з Нацією Вогню і про нього вже багато років ані чутки, ані звістки, а мати вбили Маги Вогню, тому в неї є за що битися з завойовниками пліч-о-пліч з Аватаром. Володіє даром цілителя, а також найвищою Магією Води — Магією Крові (здатна контролювати рідину усередині організму суперника; здатність виявляється тільки в повний місяць). Катара найвідповідальніша з усіх персонажів. Вона завжди піклується про інших, але її вибуховий характер та пристрасть до нових знань іноді беруть верх над розумом.
- Сокка (Sokka) — 15-річний воїн Південного Племені Води, він зі своєю сестрою Катарою супроводжує Аанга. Сокка вважає себе саркастичним та велелюбним, але частіше виглядає просто впертим та смішним. Він також доволі розумний та винахідливий. Сокка не володіє магією, але вправно використовує бумеранг та меч. З часом в нього проявляються риси лідера.
- Тоф (Toph) — 12 років, сліпа дівчинка, найкращий з відомих Магів Землі. Є творцем найвищої Магії Землі — Магії Металу. Опанувала  Магію Піску. Втекла від батька з матір'ю (які належать до Бей Фонгів — можливо найбагатшого роду у всьому світі), щоби допомогти Аватару опанувати магію землі. Пізніше відкриває магію металу.
- Зуко (Zuko) — 16 років (В Книзі 2 йому виповнюється 17 років), принц-вигнанець Народу Вогню. Має великий шрам навколо лівого ока, отриманий під час Агні-Кай (ритуальної дуелі) проти батька — Володаря Вогню Озая. Вважається, що він безсердечна і груба істота, але це не так. Його просто життя пошарпало. Оскільки він вигнанець, подорожує разом з дядьком, який його безмірно любить. В кінці Третьої Книги серйозно розмовляє з батьком, саме в цей момент проявляє здатність управління Блискавкою. Пізніше вирішує приєднатися до Аватара, щоби повалити свого батька.
- Азула (Azula) — 15 років, сестра Зуко. Її вогонь має блакитний колір — це свідчить про її вроджені навички найсильнішого Мага Вогню. Володіє найвищою Магією Вогню — Блискавкою. Жорстока, холодна, обачлива і безумовно зла. У «Книзі Землі» починає полювати за Аватаром замість брата, прихопивши компанію з двох «елітних бійців» — Мей і Тай Лі.
- Дядько Айро (Iroh) — дядько Зуко та Азули, батько Лу Тена (Lu Ten) (загиблого в битві при Ба Сінг Се). Один з найсильніших магів вогню (якщо не найсильніший). Великий любитель і знавець чаю, в «Книзі Землі» разом з племінником відкриє свою чайну. Володіє найвищою Магією Вогню — Блискавкою. Його називають Драконом Заходу. Після смерті батька Азулона повинен був стати Володарем Вогню, але Озай зрадив його, в результаті чого новим Володарем став його молодший брат Озай.

### Другорядні персонажі
- Аппа (Appa) — летючий бізон. Був заморожений в айсбергу разом з Аангом. Має духовний зв'язок з Аватаром.
- Момо (Momo) — наполовину лемур, наполовину кажан. Подорожує разом з Аангом. Може з'їсти все, що знайде. Комічний персонаж, але іноді відіграє дуже велику роль в сюжеті (хоча інші персонажі часто цього не помічають). В дружніх стосунках з Аппою.
- Суюкі (Suki) — 15 років, лідер Воїнів Кіоши. Надзвичайно спритна, смілива та сильна дівчина. Має певні почуття до Сокки. У 3 Книзі стає його дівчиною.
- Джет (Jet) — лідер групи повстанців проти Імперії Вогню. Пізніше він намагається почати нове життя в Ба Сінг Се. Його було вбито, коли він допомагав Аангу врятувати Аппу від Дай Лі.
- Генерал Джао  Конкурент Зуко намагався теж захопити Аватара по вказівки Озая батьки Зуко.
- Лонг Фенг (Long Feng) — голова секретаріату Ба Сінг Се та Дай Лі (таємної поліції). Фактично він і є правителем Ба Сінг Се. В кінці другої книги втратив владу через завоювання Ба Сінг Се військами Імперії Вогню.
- Мей (Mai) — 15 років, виховувалася разом з Азулою і Тай Лі. Не володіє Магією Вогню, але чудово знається на зброї. Відома своєю байдужістю до всього, але підкоряється Азулі беззаперечно. Закохана в Зуко, в третьому сезоні стає його дівчиною.
- Тай Лі (Ty Lee) — 15 років, дитинство провела у палаці Господаря Вогню разом з Азулою та Мей. Потім навчалася разом із ними в Академії Магії Вогню, але пізніше втекла з мандрівним цирком і виступала там, аж поки Азула не запросила її у свою команду, що мала впіймати Аватара. Оптимістична, завжди дивиться на світ «крізь рожеві окуляри», володіє феноменальною спритністю, знає слабкості людського тіла, може, натискаючи на певні точки, позбавити навіть дуже досвідченого мага влади над стихією. Має беззаперечний успіх у протилежної статі.
- Озай (Ozai) — Володар Вогню. Головний антагоніст серіалу. Молодший брат Айро, що підступно захопив владу «посунувши» брата, законного спадкоємця. Один із найсильніших Магів Вогню, володіє найвищим проявом Магії Вогню — Блискавкою.
- Юї. 16 років Принцеса північного племені води. Народилась мертвою  але місяць дав життя і її волосся стало біляве. Її батько вождь видав заміж за чоловіка якого вона не кохає. Але мусить вийти за нього заміж. В неї був дуже закоханий Сока та вона теж мала почуття до нього. Після того як нація вогню захопила плем'я  та мусить знищити місяць та зруйнувати життя магів води Юї жертвує своїм життям заради місяця і людей, помирає та перетворюється у духа місяця та цілує на останок Соку. Пізніше Сокі у лісі здаєтся ведення Юї.
- Паку вчитель магії води із  півничного полюсу. Забороняв вчитись жінкам магії води але вони могли володіти тільки зціленням. Після того як Аанг вчився у Паку він намагався навчити Катару але Паку попередив що не буде вчити Аанга якщо він порушить традицію водного племені, але Катара назвала його найгіршим вчителем і у них почалось дуель. Коли Катара билась у неї випало намисто яке Паку подарував своєї колишньої дружини Кані. Але  пізніше Паку погодився щоб Катара була майстром води і навіть позивачем та подарував її святу води. Коли  він зустрів знову Катару і Соку  він повідомив що вони з Даною знову разом  і називайте мене дідусем. Але невідомо вчитель Паку дійсно біологічний дідусь Катари і Сокі.
- Кана. Народилась у північному поемі води та була одружена На Паку. Після втекла на південне полюс. Там народила сина Хакоду і передала своє намисто невістки Каї. Яка народила її онуків  Катару і Соку
- Хакода  Вождь південного племені води  та воїн. Водовець жінки Каї, та батько двух дітей Катари та Сокі. Захищав південне плем'я від магів вогню. Але дружину захистити не міг. Пізніше поїхав рятувати Царство Землі.  Був полоненим у країні вогню  та завдяки сину та Зуко вдалось втекти
- Кая Мати Катари і Сокі. Була вбита магом вогню щоб захистити Катару. Катара бачила вбивцю але коли Зуко дізнався запропонував допомогти Катарі зустрітись з вбивцею і помститись. Але за порадами Аанга Катара не вбила вбивцю своєї мати.
- Бумі 112років. Найстаріший цар Землі Амашу. Зустрівся з Аангом післля стільки років був у дитинстві другом Аангом.
- Геатсо  вчитель Аанга по магії повітрю. Від нього дізнався що аватар і втик з храму повітря але його і всіх монахів вбили маги вогню.
- Лао і Попі  батьки Тоф. Багатії. Вважали її слабкої забороняли доньки робити те що вона хоче. Але її вдалось втекти з Аангом і приєднатись до друзів.
- Урса  дружина Озая мати Зуко і Азула. Від  свого жорстокого чоловіка дуже любила своїх дітей. Але Азула ненавиділа мати мабуть  іза Зуко. Була виражена своїм чоловіком із країни Вогню,  далі її доля невідома.
- Хама   літня жінка  із південного полюсу остання після Катари підкорювачка води та перша хто відкрив магію крові та магію рослин. У юному віці потрапила полон у магів вогню які вбили всіх її людей. Та вирішила помститися всім людям навіть які не володіють магією вогню. Дочекатись повного місяця Хама спробувала використовувати магію води яка знаходиться у всіх живих істотах  у крові на щурах  тим самим вибравшись з в'язниці та застосувати кожен місяць магію Крові на всіх людях магів вогню. Підслухавши що Сока і Катара із її плем'я запропонувала їм дім. Потім  вона Катарі показала магію рослин  та насильно у повний місяць  змусила Катару навчити магією Крові. На що Катара не погодилась та погрожувала що знищить Соку і Аанга. Але все ж таки Катара погодилась щоб зупинити Хаму,та стала друга магом крові та розплакавшись Катара Хама її привітала сміявшись що вона маг крові. Але її магію Катара ще застосувала у 16 серії третього сезону щоб знайти вбивцю мати. Можливо Хама і Кана були друзями у дитинстві.
- Вогняний вбивця. Людина яка замість вогню використовує за допомогою ока магію вибуха яка все руйнує. Його найняв Зуко щоб вбити Аватара. Але коли Зуко передумав пропонує йому зупинитись але все одно має знищити Аватара і його друзів. Катара Ааанг і Тоф не змогли захиститись від нього тільки Сока за допомогою бумеранга зупиняє вбивцю і він гине.
- Джун  дівчина не маг працювала за гроші на Зуко і Айро щоб знайти аватара. Але коли Зуко приєднання до  команди Аватара. Зуко її знову кличе щоб знайти Аанга, але потім вони знаходять Айро.
- Року   минулий аватар до Аанга із нації  вогню.  Ааанг зустрічається у восьмій серії першого сезону з ним. І його бачили Сока І Катара. Був знайомий з дідусем Озаєм. Та дідусь Урси. Пізніше Зуко від Айро дізнатися що Року його прадід.
- Кіоши   аватар  із царство Землі.  Іменно вона збудувала острів Кіощи. Катара і Соки теж її бачили.
- Курук. аватар із північного племені води. У нього була дружина з півдня але її схопив дух і вона померла.
- Янг Ченг аватар  маг із західного храму повітря.

## Список епізодів

### Сезон 1: Книга перша: Вода (2005)
- Розділ 1 «Хлопчик в айсбергу» (англ. «The Boy in the Iceberg»)
- Розділ 2 «Повернення Аватара» (англ. «The Avatar Returns»)
- Розділ 3 «Південний Храм Повітря» (англ. «The Southern Air Temple»)
- Розділ 4 «Воїни Кіоші» (англ. «The Warriors of Kyoshi»)
- Розділ 5 «Цар Омашу» (англ. «The King of Omashu»)
- Розділ 6 «Ув'язнений» (англ. «Imprisoned»)
- Розділ 7 «Світ Духів: Зимове Сонцестояння, Частина 1» (англ. «The Spirit World: Winter Solstice, Part 1»)
- Розділ 8 «Аватар Року: Зимове Сонцестояння, Частина 2» (англ. «Avatar Roku: Winter Solstice, Part 2»)
- Розділ 9 «Сувій підкорення води» (англ. «The Waterbending Scroll»)
- Розділ 10 «Джет» (англ. «Jet»)
- Розділ 11 «Великий каньйон» (англ. «The Great Divide»)
- Розділ 12 «Шторм» (англ. «The Storm»)
- Розділ 13 «Блакитний дух» (англ. «The Blue Spirit»)
- Розділ 14 «Ворожка» (англ. «The Fortuneteller»)
- Розділ 15 «Бато з племені Води» (англ. «Bato of the Water Tribe»)
- Розділ 16 «Дезертир» (англ. «The Deserter»)
- Розділ 17 «Північний Храм Повітря» (англ. «The Northern Air Temple»)
- Розділ 18 «Майстер Води» (англ. «The Waterbending Master»)
- Розділ 19 «Облога Півночі, Частина 1» (англ. «The Siege of the North, Part 1»)
- Розділ 20 «Облога Півночі, Частина 2» (англ. «The Siege of the North, Part 2»)

### Сезон 2: Книга друга: Земля (2006)
- Розділ 1 «Стан Аватара» (англ. «The Avatar State»)
- Розділ 2 «Печера двох закоханих» (англ. «The Cave of Two Lovers»)
- Розділ 3 «Повернення в Омашу» (англ. «Return to Omashu»)
- Розділ 4 «Болото» (англ. «The Swamp»)
- Розділ 5 «День Аватара» (англ. «Avatar Day»)
- Розділ 6 «Сліпа бандитка» (англ. «Blind Bandit»)
- Розділ 7 «Самотній Зуко» (англ. «Zuko Alone»)
- Розділ 8 «Погоня» (англ. «The Chase»)
- Розділ 9 «Неприємна робота» (англ. «Bitter Work»)
- Розділ 10 «Бібліотека» (англ. «The Library»)
- Розділ 11 «Пустеля» (англ. «The Desert»)
- Розділ 12 «Зміїний перевал» (англ. «The Serpent's Pass»)
- Розділ 13 «Бур» (англ. «The Drill»)
- Розділ 14 «Місто стін та секретів» (англ. «City of Walls and Secrets»)
- Розділ 15 «Історії з Ба Сінг Се» (англ. «Tales of Ba Sing Se»)
- Розділ 16 «Пригоди Аппи» (англ. «Appa's Lost Days»)
- Розділ 17 «Озеро Лаогай» (англ. «Lake Laogai»)
- Розділ 18 «Цар Землі» (англ. «The Earth King»)
- Розділ 19 «Гуру» (англ. «The Guru»)
- Розділ 20 «Перехрестя долі» (англ. «The Crossroads of Destiny»)

### Сезон 3: Книга третя: Вогонь (2007—2008)
- Розділ 1 «Пробуждення» (англ. «The Awakening»)
- Розділ 2 «Пов'язка на голову» (англ. «The Headband»)
- Розділ 3 «Кольорова пані» (англ. «The Painted Lady»)
- Розділ 4 «Учитель Сокки» (англ. «Sokka's Master»)
- Розділ 5 «Пляж» (англ. «The Beach»)
- Розділ 6 «Аватар та Лорд Вогню»(англ. «The Avatar and the Firelord»)
- Розділ 7 «Утікачка» (англ. «The Runaway»)
- Розділ 8 «Ляльковик» (англ. «The Puppetmaster»)
- Розділ 9 «Жахи та мрії» (англ. «Nightmares and Daydreams»)
- Розділ 10 «День Чорного Сонця, Частина 1: Вторгнення» (англ. «The Day of Black Sun Part 1 The Invasion»)
- Розділ 11 «День Чорного Сонця, Частина 2: Затемнення» (англ. «The Day of Black Sun Part 2 The Eclipse»)
- Розділ 12 «Західний Храм Повітря» (англ. «The Western Air Temple»)
- Розділ 13 «Маги вогню» (англ. «The Firebending Masters»)
- Розділ 14 «Кипляча Скеля, Частина 1» (англ. «The Boiling Rock Part 1»)
- Розділ 15 «Кипляча Скеля, Частина 2» (англ. «The Boiling Rock Part 2»)
- Розділ 16 «Південні загарбники» (англ. «The Southern Raiders»)
- Розділ 17 «Театр на Вугільному Острові» (англ. «The Ember Island Players»)
- Розділ 18 «Комета Созіна, Частина 1: Король Фенікс» (англ. «Sozin's Comet, Part 1: The Phoenix King»)
- Розділ 19 «Комета Созіна, Частина 2: Видатні вчителі» (англ. «Sozin's Comet, Part 2: The Old Masters»)
- Розділ 20 «Комета Созіна, Частина 3: Прямісінько у Пекло» (англ. «Sozin's Comet, Part 3: Into the Inferno»)
- Розділ 21 «Комета Созіна, Частина 4: Аватар Аанг» (англ. «Sozin's Comet, Part 4: Avatar Aang»)

## Історія створення

### Ідея
Творці «Аватар: Легенда про Аанга» Майкл Данте Дімартіно та Браян Конецько були знайомі ще з університету — Школи дизайну Род-Айленда. Після закінчення навчального закладу вони разом працювали над такими прайм-тайм проєктами як «Гріфіни», «Цар гори» та іншими подібними. Потім їх шляхи розійшлися: Дімартіно працював над незалежною анімаційною короткометражкою «Атомна любов», а Конецько влаштувався художником розкадровки та артдиректором на проєкт «Завойовник Зім» для Nickelodeon. За час своєї роботи у Конецько склалися хороші відносини з віцепрезидентом телеканалу Еріком Коулманом, який посприяв появі серіалу.
Задум серіалу виник 2001 року, коли, за словами Конецько, він узяв старий малюнок лисої особи середніх років зі стрілкою на голові та перемалював цю людини як дитину. До малюнку він додав летючого шестиногого бізона та показав ескіз Дімартіно, якому це дуже сподобалося. Майкл у той час дивився документальний фільм про дослідників, що потрапили в пастку на Південному полюсі. Їх першу концепцію сюжету Конецько описав так: «Повітряний хлопець серед водних людей застряг у засніженій пустелі… і, може бути, якісь вогненні люди нападають на них…». Протягом двох тижнів Майкл та Браян намалювали ескізи основних персонажів і представили свою ідею керівництву каналу. За спогадами Конецько, деякі малюнки вони зробили за годину до презентації.
Джерелами натхнення творцям послужили роботи режисера та аніматора Хаяо Міядзакі, особливо його «Принцеса Мононоке». Також свій вплив зробили аніме-серіали Cowboy Bebop та FLCL. Автори хотіли зробити щось епічне, те саме, що «Володар перснів» або «Гаррі Поттер», але з іншим підходом, де б втілилася їх любов до азійської філософії, аніме та гонконзьких бойовиків.

### Розробка всесвіту та анімація
Всесвіт мультсеріалу створений на основі азійської міфології, але не базувався на якій-небудь конкретній легенді. Браян та Майкл багато читали на теми буддизму, даосизму та китайської історії. Як наслідок, вигаданий світ увібрав в себе елементи кунг-фу, йоги та східної філософії. Наприклад, слово «аватар» запозичене творцями з індуїзму, де воно означає «тимчасове втілення сутності, що перероджується». А обрання аватара, який повинен із безлічі іграшок вибрати всього чотири, що належать його попереднім втіленням, перегукується з обранням Далай-лами тибетськими ченцями. Для того, аби краще передати атмосферу азійської культури, були запрошені кілька консультантів. Один з них спеціалізувався на східній культурі та переглядав усі сценарії; інший (Сифу Кісу з лос-анджелеської асоціації ушу Harmonious Fist Chinese Athletic Association) був фахівцем із кунг-фу та стежив за тим, щоби персонажі виконували рухи згідно з тим бойовим мистецтвом, на якому ґрунтується їх техніка підкорення; та третій (Сиу-Люн Лі з міста Колумбус, штат Огайо) спеціалізувався на китайській каліграфії та брав участь у створенні різних написів у серіалі (в мультфільмі використовувалася китайська писемність замість англійської).
Чотири види підкорення основних стихій в серіалі створені за типом реальних бойових мистецтв: підкорення води засноване на тайцзицюань, підкорення землі — Хунгарія, підкорення вогню — північно-шаоліньське кунфу, підкорення повітря — багуачжан. Незважаючи на це, одному персонажеві творці виділили особистий стиль: підкорення землі Тоф Бейфонг засноване на чу гар. Автори бажали, щоби «магія» в серіалі не являла собою «типові помахи чарівної палички», а була природною та фізичною. «Найголовніше, що це повинно було бути майстерністю, а не лише силою», — говорив Конецько. — «Те, чому практикуючий повинен старанно навчатися». Так вони прийшли до ідеї «підкорення», заснованого на ушу, вважаючи, що це також додасть красу анімації. А вже їхній консультант Сифу Кісу запропонував кожному типу підкорення надати свого стилю. До слова, з консультанта був «змальований» один із персонажів — майстер меча Піандао. Також деякі рухи підкорення були навіяні трюками з азійського кіно.
Спочатку було задумано, що Аанг проведе в айсбергу 1000, а не 100 років, а світ, у який повернувся аватар мав бути набагато технологічнішим, ніж до моменту пробудження: Момо, наприклад, був у концепції роботом-мавпою. Але зрештою від цих ідей відмовилися. Також спочатку в сюжеті фігурували 12 бізонів, потім три, поки не дійшли до одного — власне Аппи. При створенні поз та рухів Момо Конецько спирався на дитячі спогади про своє кошеня Бадді. 2005 року Майкл та Браян побували у Китаї, де відвідали безліч пам'яток цієї країни: Велику китайську стіну, Юнхегун, Заборонене місто та інші. Реальні краєвиди цих місць послужили вихідним пунктом для створення фонів в серіалі. А в рамках роботи над третім сезоном Конецько літав до Ісландії, де робив фотографії природних пейзажів, які допомогли аніматорам у створенні вулканічного острова народу вогню.
«Аватар» для своєї анімації запозичує елементи аніме. Таким чином, це перший американський анімаційний проєкт Nickelodeon, створений у стилістиці японської мультиплікації. Виробництвом серіалу займалася компанія Nicktoons Studios, розташована в місті Бербанк, штат Каліфорнія. Безпосередньо анімація також створювалася двома південнокорейськими студіями: JM Animation та DR Movie, яким була надана невелика творча свобода. Спочатку Nickelodeon замовив шість епізодів, але після прем'єри першого збільшив кількість до 13-ти, а потім і до 20-ти. У період трансляції першого сезону вже було остаточно вирішено, що за ним підуть ще два, і весь серіал складатиметься приблизно з 60 епізодів.
Робота над проєктом поділялася між творцями таким чином: Конецько був артдиректором та дизайнером персонажів, а Дімартіно редактором сценаріїв. Також вони обидва виконували ролі виконавчих продюсерів. Велика частина виробничої команди — це люди, з якими Конецько та Дімартіно працювали або навіть вчилися раніше: наприклад, режисер Дейв Филон, сценарист Аарон Ехаз та композитор Джеремі Цукерман.

## Сприйняття та оцінка

### Рейтинги
У першому півріччі 2005-го, за час трансляції першої половини «Книги води», «Аватар» був найбільш рейтинговим шоу американського телебачення серед аудиторії хлопчиків 6—11 років. Також за результатами дослідження компанії Nielsen Media Research, мультфільм тоді збирав найбільшу кількість глядачів віком 2—11 років за день. А частка жіночої аудиторії серіалу була лише на 5 % менше чоловічої.
Рейтинги другого сезону склали в середньому 2,9 мільйона телеглядачів — на 21 % більше, ніж середня аудиторія першого сезону. А фінал «Книги другої» зібрав біля екранів близько 4,4 мільйона осіб, що зробило серіал на той період найбільш рейтинговим шоу в середовищі основних кабельних каналів США. На момент трансляції цієї книги «Аватар» вже був найбільш рейтинговим анімаційним серіалом серед хлопчиків 9—14 років. Чисельність аудиторії цієї демографічної категорії зросла у порівнянні з минулим роком на 25 %. До вересня 2006 року серіал входив до десятки найбільш рейтингових анімаційних телепрограм комерційного телебачення серед дітей 2—11 та 6—11 років. За дослідженнями Nielsen Media, лише за березень-липень він зібрав в середньому 7,6 мільйона глядачів у віці більше двох років, серед яких 4,2 мільйона дітей у віковій категорії 2—11 років і 3,1 мільйона у категорії 6—11. За даними Nickelodeon, «Аватар» був найуспішнішим шоу серед вечірніх п'ятничних програм телеканалу серед підлітків 9—14 років та дітей 6—11 років, а також хлопчиків категорії 9—14 та дівчаток віку 9—14. Також, за даними опитування, проведеного Nielsen Media у вересні 2006-го, серіал займав п'яте місце серед 15 найбільш рейтингових програм кабельного телебачення США.
До листопада 2007 року серіал входив до десятки найкращих телепрограм американського телебачення серед хлопчиків 2—11 та 6—11 років і був четвертим в списку найбільш рейтингових шоу серед хлопчиків віку 9—14. До цієї ж дати третій сезон зібрав біля екранів у сумі 11,4 мільйона глядачів старше двох років, серед яких було 5,3 мільйона дітей 2—11 років, 3,6 мільйона дітей 6—11 років і 3,5 мільйони підлітків віку 9—14. Фінальний двогодинний показ одразу чотирьох епізодів, якому дали назву «Комета Созіна», став найбільш рейтинговою трансляцією на тому тижні в середовищі основного кабельного телебачення США, зібравши в середньому 5,6 мільйона телеглядачів — на 195 % більше показників того ж календарного періоду минулого року. «Комета Созіна» став найбільш рейтинговим епізодом всього серіалу серед аудиторії 6—11 років та вище.
2007 року сторінка «Аватара» на сайті Nick.com зібрала в цілому 12 мільйонів відвідувань, зайнявши таким чином місце в п'ятірці найбільш відвідуваних сторінок сайту. У мініігри за мотивами серіалу, розміщені на цьому ресурсі, було зіграно 70 мільйонів разів, що на 15 % більше показника попереднього року. До 2007 році серіал був синдикований більш ніж у 105 країнах та займав перше місце за популярністю серед телепередач Nickelodeon у Німеччині, Індонезії, Бельгії та Колумбії. Разом із прем'єрою «Комети Созіна» на сайті Nick.com з'явилася міні гра за мотивами серіалу Rise of the Phoenix King, яка набрала 815 000 відвідувань всього за три дні. На форумі того ж сайту теми, що стосуються «Аватара», перебували в топі протягом цілого тижня після виходу фінального епізоду.

### Нагороди та номінації
| Рік  | Премія                                       | Категорія                                         | Лауреат або номінант                                                  | Підсумок  |        |
| ---- | -------------------------------------------- | ------------------------------------------------- | --------------------------------------------------------------------- | --------- | ------ |
| 2005 | Pulcinella Awards                            | Найкращий телесеріал в жанрі пригод або бойовика  | Найкращий телесеріал в жанрі пригод або бойовика                      | Перемога  | [ 26 ] |
| 2005 | Pulcinella Awards                            | Найкращий телесеріал                              | Найкращий телесеріал                                                  | Перемога  | [ 26 ] |
| 2005 | Енні                                         | Найкращий анімаційний телепроєкт                  | Найкращий анімаційний телепроєкт                                      | Номінація | [ 27 ] |
| 2005 | Енні                                         | Найкраща розкадровка в анімаційному телепроєкті   | Лорен Макмаллан за епізод «дезертир»                                  | Перемога  | [ 27 ] |
| 2005 | Енні                                         | Найкращий сценарій в анімаційному телепроєкті     | Аарон Ехаз і Джон О'Брайан за епізод «Ворожка»                        | Номінація | [ 27 ] |
| 2006 | Енні                                         | Найкраща анімація персонажа в телепроєкті         | Ю Чже Мюнг за епізод «Сліпий бандит»                                  | Перемога  | [ 28 ] |
| 2006 | Енні                                         | Найкраща режисура в анімаційному телепроєкті      | Джанкарло Вольпе за епізод «Бур»                                      | Перемога  | [ 28 ] |
| 2007 | Genesis Awards                               | Видатна програма для дітей                        | Епізод «Втрачені дні Аппи»                                            | Перемога  | [ 29 ] |
| 2007 | Прайм-тайм премія «Еммі»                     | Видатна анімаційна програма (менше однієї години) | Епізод «Місто стін та секретів»                                       | Номінація | [ 30 ] |
| 2007 | Прайм-тайм премія «Еммі»                     | Видатні особисті досягнення в анімації            | Сан-Джин Кім за епізод «Озеро Лаогай»                                 | Перемога  | [ 31 ] |
| 2008 | Енні                                         | Найкращий анімаційний телепроєкт для дітей        | Найкращий анімаційний телепроєкт для дітей                            | Перемога  | [ 32 ] |
| 2008 | Енні                                         | Найкраща режисура в анімаційному телепроєкті      | Хоакім Дос Сантос за епізод «Комета Созіна, частина 3: Прямо в Пекло» | Перемога  | [ 32 ] |
| 2008 | Kids' Choice Awards                          | Улюблений мультфільм                              | Улюблений мультфільм                                                  | Перемога  | [ 33 ] |
| 2008 | Міжнародний анімаційний кінофестиваль в Ансі | Найкращий телесеріал                              | Епізод «День чорного сонця, частина 2: Затемнення»                    | Номінація | [ 34 ] |
| 2008 | Премія Пібоді                                | Премія Пібоді                                     | Премія Пібоді                                                         | Перемога  | [ 35 ] |
| 2008 | Супутник                                     | Найкраще молодіжне DVD-видання                    | DVD-видання «Avatar: The Last Airbender — Book 3 Fire, Vol. 4»        | Номінація | [ 36 ] |
| 2009 | Golden Reel Awards                           | Найкращий монтаж звуку в анімаційному телепроєкті | Епізод «Комета Созіна, частина 4: Аватар Аанг»                        | Номінація | [ 37 ] |

### Критика
Джоллі Герман з некомерційної організації Common Sense Media, досліджуючи корисність мультсеріалу для дитячої аудиторії, зауважив, що шоу не є «одновимірною демонстрацією мультяшного насильства», а містить в основі свого сюжету духовний аспект. Критик назвав серіал прекрасним вибором для школярів і дав йому оцінку чотири зірки з п'яти. Торі Айленд Мелл з вебпорталу IGN був вражений фіналом «Аватара». Критик зізнався, що розплакався при перегляді деяких сцен, а також ратував за запуск «Комети Созіна» обмеженим прокатом у кінотеатрах. Рецензент відзначив, що це найкращий мультфільм, який він бачив у своєму житті, і визнав його гідним «Оскара» за «Найкращий сценарій» та місця в десятці найкращих фільмів всіх часів та народів. Хейден Чайлдс з сайту The A.V. Club визнав кульмінацію серіалу вдалою та такою, що «потрапляє в усі ноти». Він зауважив, що кінцівка «Аватара» не потрапила до характерної для телесеріалів «пастки», коли до свого завершення шоу втрачають початкову нитку розповіді, як це було з «Прослушкою» та «Кланом Сопрано». Критик звернув увагу і на моральні питання мультсеріалу: на його думку, «Аватар» заслуговує похвали за «остаточну та безстрашну» відмову від прикрашання ролі насильства. Серед безлічі серіалів про бойові мистецтва цей є єдиним, як вважає Чайлдс, який «м'яко вказує» на те, що будь-яке вбивство, навіть виправдане, має наслідки.
Микола Удінцев та Надія Фролова з журналу «Мир фантастики» хвалили серіал за детальне опрацювання вигаданого всесвіту та особистісної глибини персонажів. Рецензенти відзначили несподіванку від того, що герої мультфільму вельми часто опиняються перед складним моральним вибором, тоді як серіал розрахований на дитячу аудиторію. Спостерігати за розкриттям персонажів журналістам здавалося цікавішим, ніж за сценами битв. Їм також сподобався «простий та непошлий» гумор, який «доконає скупого на емоції глядача». Сьюзен Стюарт з газети Нью-Йорк Таймс побачила позитивну особливість серіалу в тому, що складні питання примирення релігії та насильства висловлюються в ньому достатньо просто для дітей і разом з тим достатньо тонко для їх батьків. Оглядач з сайту That Guy with the Glasses вважає, що вихід «Аватара» затьмарив майже всі інші шоу Nickelodeon. Його успіх критик пояснював унікальністю серіалу: в той момент транслювалися й інші мультфільми східної спрямованості («Американський дракон: Джейк Лонг» та «Життя і пригоди Джуніпер Лі»), але «Аватар» серед них відрізнявся азійським стилем мультиплікації. Рецензент також зазначив доволі простий сюжет та «майже бездоганну» анімацію, переважаючу в плані якості всі інші проєкти телеканалу.
Маркус Йоарс з журналу Plugged In назвав серіал плавильним казаном східної духовності та розкритикував його за «брехливий спіритуалізм, привабливо упакований для юних глядачів». Критику не сподобалося, що при всій духовній тематиці мультфільму герої регулярно виявляють неповагу до старших, порушують правила та застосовують насильство. Йоарс вважає, що такі зображені в «Аватарі» речі, як війна, племінний геноцид та бойові мистецтва, не є прийнятними для дитячої аудиторії. Метт Лондон з сайту Tor.com, що належить Імпринт Tor Books, назвав шоу бездоганно виконаним серіалом та телевізійними «Зоряними війнами». Критик жартував, що якщо в потойбічному світі є телевізор, то Гомер та Ло Гуаньчжун гарантовано дивляться там «Аватара». На думку рецензента, мультфільм затьмарює такі серіали, як «Залишитися в живих» І «Зоряний крейсер “Галактика”». Джеймі С. Річ з сайту DVD Talk, що належить компанії Internet Brands, рецензуючи один з DVD-випусків мультфільму, коротко відгукнувся і про самий серіал. Так, критик звертає увагу на «фантастичну анімацію», «розумний» сценарій та «воістину дивовижний» дизайн персонажів та навколишнього середовища.
На думку Лаури Фріс з журналу Variety (журнал), чітко та красиво намальоване шоу нагадує роботу аніматорів зі Студії Ґіблі. Критик назвала серіал свіжим та інтригуючим, а також визнала його новою ерою в мультиплікації Nickelodeon. Фріс зазначила, що незважаючи на орієнтованість мультфільму на аудиторію 6—11 років, «Аватар» — це складна сюжетна арка, що поєднує в собі драму, гумор та екшен. Оглядач з сайту MovieWeb назвав серіал нескінченно захопливим та порівняв його по епічності з оригінальною трилогією «Зоряних війн». Критик був вражений наявністю в дитячому шоу таких тем, як негаразди в родини, геноцид та любов. А «темні й важкі» теми, на думку рецензента, збалансовані гумором, витонченістю та «милими» персонажами.